# لاشس لوپز
لاشس لوپز (انگلیسی: Luscious López؛ زاده ۱۱ سپتامبر ۱۹۸۱) بازیگر پورنوگرافی اهل ایالات متحده آمریکا بود.

## نگارخانه

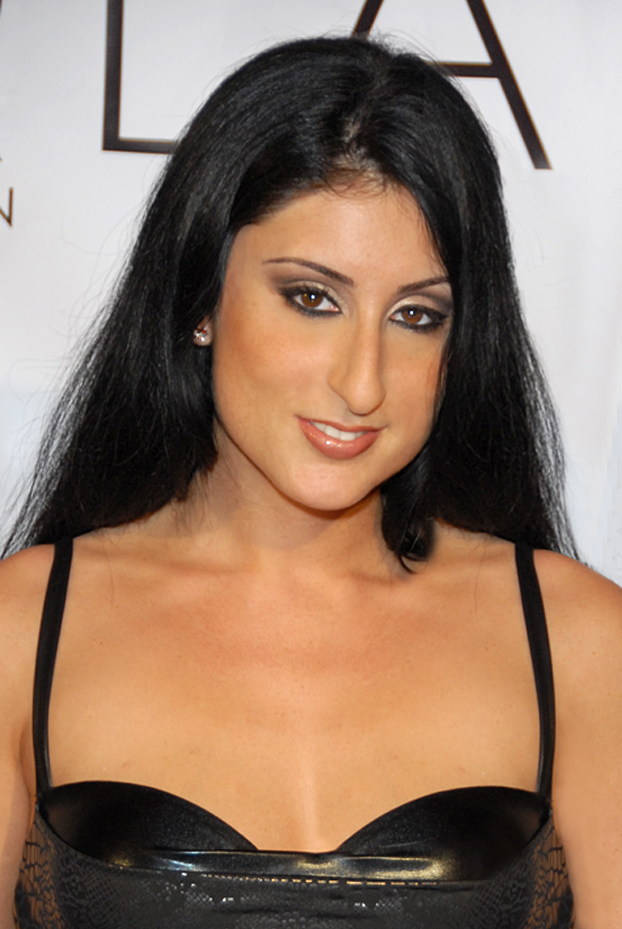
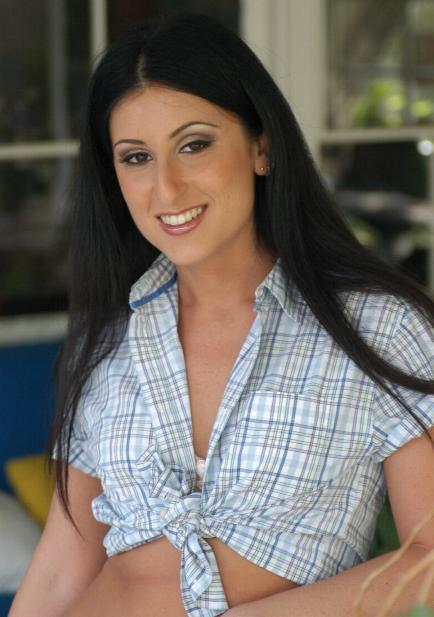
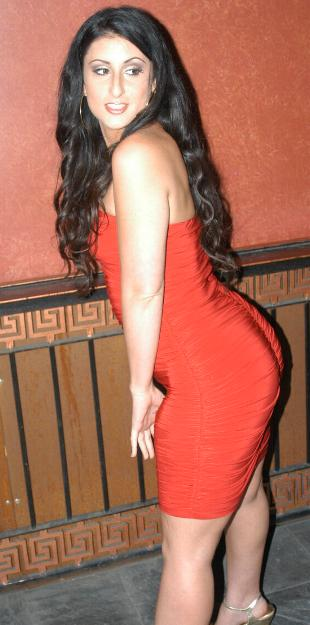